# Maurizio Fistarol
Maurizio Fistarol (ur. 12 kwietnia 1957 w Belluno) – włoski prawnik, samorządowiec i polityk, parlamentarzysta.

## Życiorys
Ukończył liceum w rodzinnym mieście, następnie studia prawnicze na Uniwersytecie Bolońskim. Rozpoczął praktykę w zawodzie adwokata. Od 1983 był radnym miejskim, w latach 1993–2001 sprawował urząd burmistrza Belluno. W 1998 obok takich osób jak Enzo Bianco, Massimo Cacciari i Francesco Rutelli był jednym z liderów ruchu burmistrzów Centocittà, który w 1999 współtworzył partię Demokraci. Z tym ugrupowaniem w 2002 współtworzył partię Margherita, a z tą w 2007 przyłączył się do Partii Demokratycznej.
W 2001 i w 2006 był wybierany do Izby Deputowanych XIV i XV kadencji. W 2008 został członkiem Senatu XVI kadencji. W 2010 odszedł z PD, współtworząc regionalną partię Verso Nord. Z tym ugrupowaniem w 2013 przyłączył się do koalicji Z Montim dla Włoch, nie uzyskał reelekcji.